# Marea Moschee din Djenné
Marea Moschee din Djenné este cea mai mare clădire din argilă din lume. De asemenea, este considerată de specialiști ca fiind cea mai mare clădire din spațiul Sudano-Sahelian, cu influențe islamice. Este situată în orașul Djené, Mali pe malul râului Bani. În anul 1988 a fost inclusă pe lista locurilor din Patrimoniul Mondial UNESCO.

## Istorie
Nu se cunoaște data exactă când a fost ridicată moscheea, dar se crede că a fost construită probabil cel mai devreme în 1200 și cel mai târziu prin 1330. Conform lucrării Tarikh al-Sudan (Istoria Sudanului) din 1655 a lui Abd al-Sadi, edificiul ar fi fost întemeiat în anul 1240 de către sultanul Kunburu, fiind de fapt fostul său palat convertit în moschee, suferind ulterior mici modificări. După aceea, sultanul și-a construit un nou palat în partea de est a locașului. Din punct de vedere arhitectural, moscheea era construită în stil sudano-sahelian ce are drept caracteristici principale folosirea unor materiale precum argila, lutul, lemnul sau paiele. În scurt timp, orașul Djené a devenit unul dintre cele mai importante centre de învățământ islamic din Imperiul Mali, alături de Timbuktu. Reputația orașului s-a păstrat și a prosperat și în perioada Imperiului Songhai (1468-1591).
În timpul domniei șeicului Amadu Lobbo (1818-1845), întemeietorul Imperiului Massina, moscheea a fost demolată și reconstruită, tot în stil sudano-sahelian dar având planul modificat. În anul 1906, William Ponty, guvernatorul colonial al Africii Occidentale Franceze a fost de acord să reconstruiască moscheea, la cererea șeicului Almamy Sonfo, după modelul vechii moschei a sultanului Kunburu. Contrucția a fost finanțată de către autoritățile franceze și s-a încheiat un an mai târziu, în anul 1907. Lucrările au fost conduse de către Ismaila Traore, șeful brezlei zidarilor din oraș.

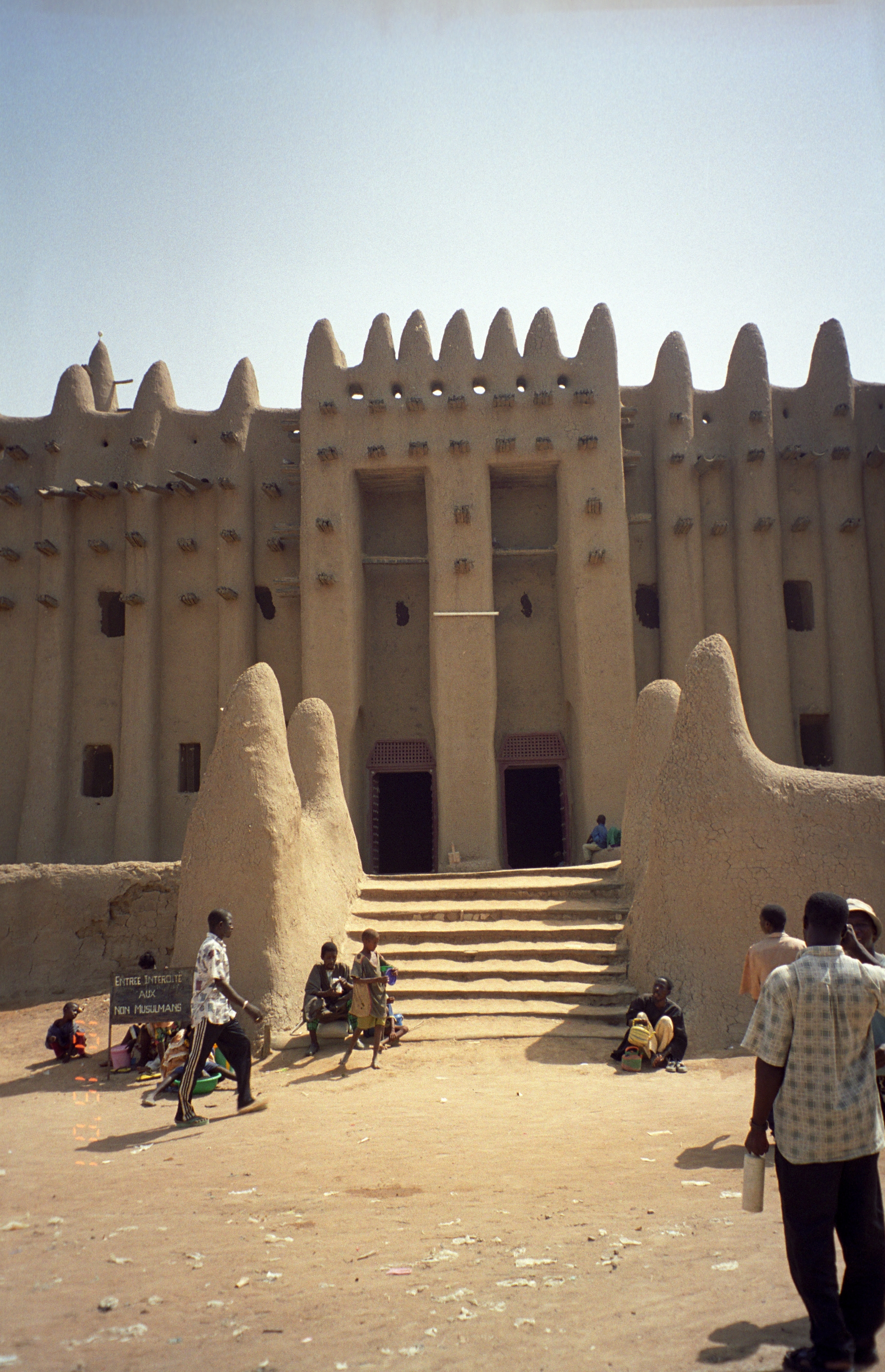
Intrarea principală.

Până în anul 1990, au fost introduse diferite inovații pentru modernizarea edificiului, precum introducerea unui sistem de alimentare cu energie electrică și cu apă sau instalarea unor difuzoare în minarete pentru chemarea la rugăciune. Cu toate acestea, autoritățile orașului s-au străduit să păstreze aspectul tradițional al moscheii. În prezent ea este un monument național al statului Mali și este înscrisă încă din anul 1988 pe lista locurilor din Patrimoniul Mondial UNESCO

## Arhitectură
Marea Moschee din Djenné este cea mai mare moschee construită în stil sudano-sahelian din lume, având drept material principal argila, și totodată cea mai mare clădire din chirpici din lume. Locașul este construit pe o platformă ce măsoară aproximativ 75 de metri lățime și 75 de metri lungime și înaltă de 3 metri. Aceasta are rolul de a proteja deteriorarea moscheii în cazul inundațiilor râului Bani. Pereții ei sunt alcătuiți din cărămizi realizate din lut și paie, îmbinate printr-un mortar făcut din nisip și pământ. Structura conține bârne din lemn ieșite în afara edificiului ce au rolul de a stabiliza construcția și de a fi folosite pe post de schele pentru a ușura renovarea clădirii la înălțime.
Curtea moscheii măsoară aproximativ 20 de metri lungime și 46 de metri lățime, ocupând jumătatea vestică a clădirii. Există șase intrări cu șase seturi de scări, intrarea principală fiind cea din partea nordică a moscheii. În general, curtea este folosită în rugăciune de către femei.
Sala de rugăciune a moscheii măsoară aproximativ 26 de metri lungime și 50 de metri lățime, și ocupă jumătatea estică a clădirii. Acoperișul este susținut de 90 de stâlpi masivi din chirpici cu schelet de palmier iar ferestrele sunt puține la număr și sunt situate în partea de sud și de nord a sălii. Acest fapt face ca interiorul locașului să fie unul întunecat. Peretele estic al moscheii este cel al qiblei sau al direcției de rugăciune spre orașul sfânt Mecca. Aici se află turnurile sau minaretele, în număr de trei, înalte de aproximativ 16 metri. În minaretul central se află mihrabul sau nișa de unde imamul conduce rugăciune, iar în partea dreaptă se află minbarul sau amvonul în care se urcă vinerea pentru a oferi cetățenilor diferite predici. De asemenea și celelalte minarete conțin câte un mihrab, dar numai cel central este folosit de către imam. Minaretele au în vârful lor câte un ou de struț, fiind un simbol tradițional al fertilității. Tot în interior există două seturi de scări, în partea de nord și de sud-vest a moscheii, ce duc pe acoperiș. Acolo există numeroase guri de aerisire ce au rolul de a elimina căldura.
Anual, din cauza ploilor, moscheea se degradează și este nevoie de o renovare masivă. În timpul acestui proces de reconstrucție participă întregul oraș finalizând în cele din urmă clădirea cu un mare festival.

## Galerie

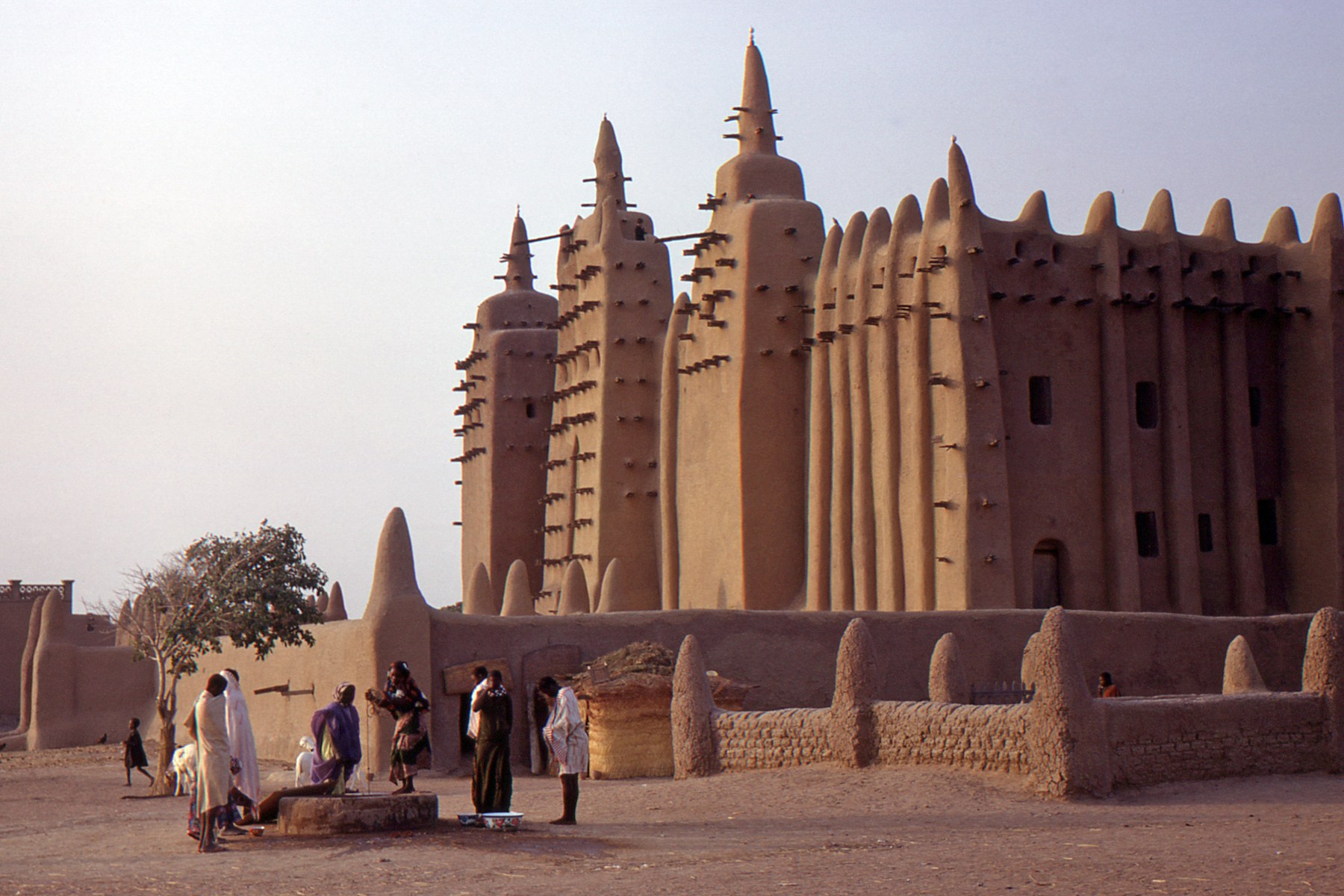
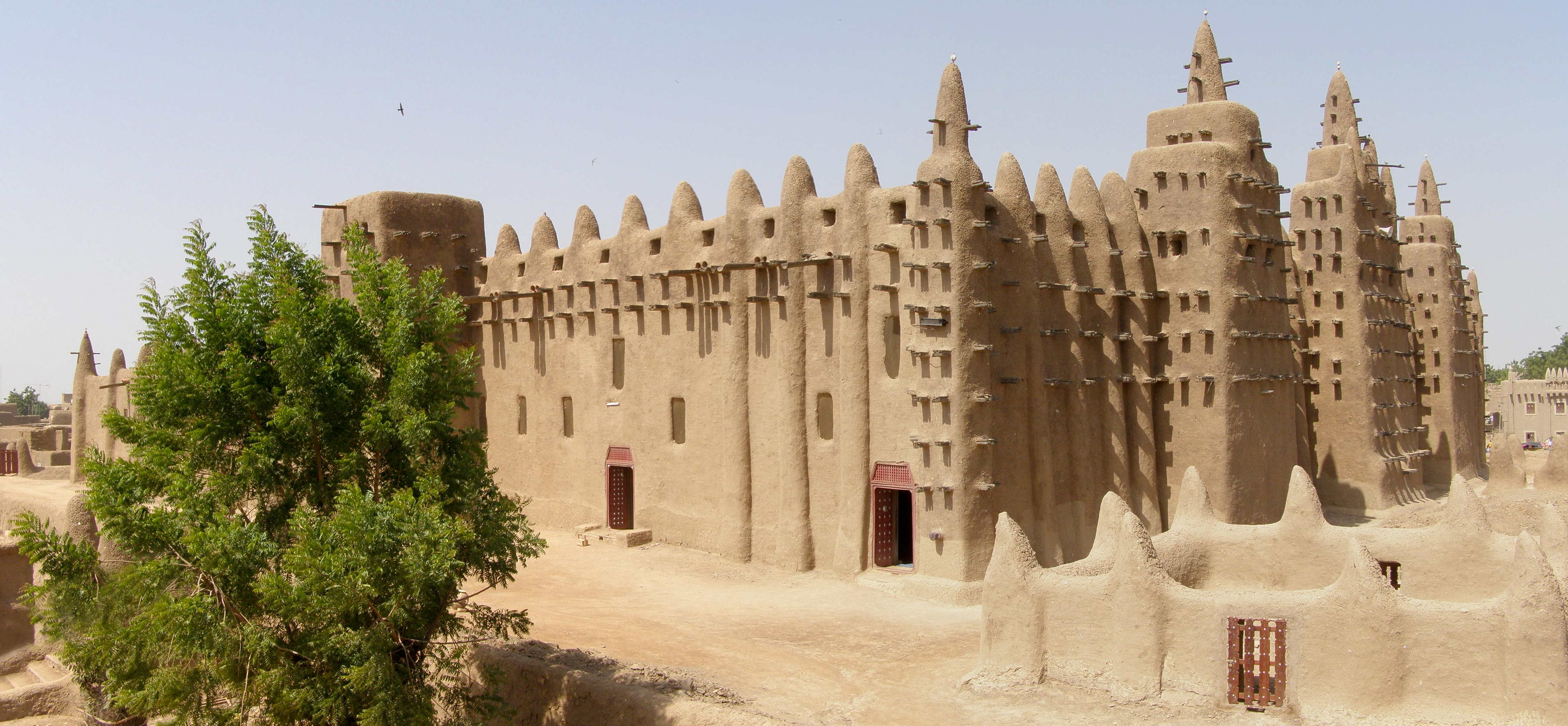
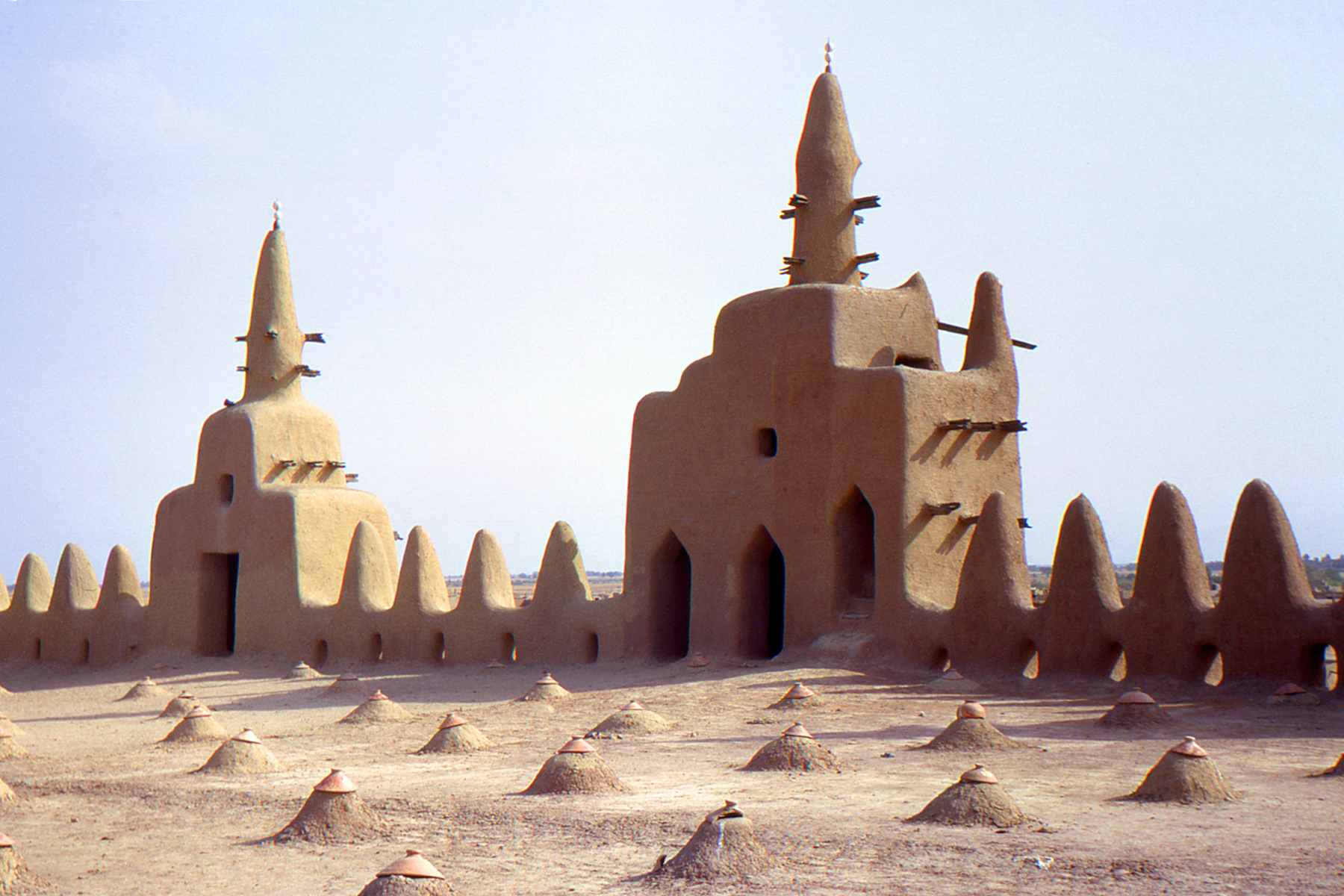
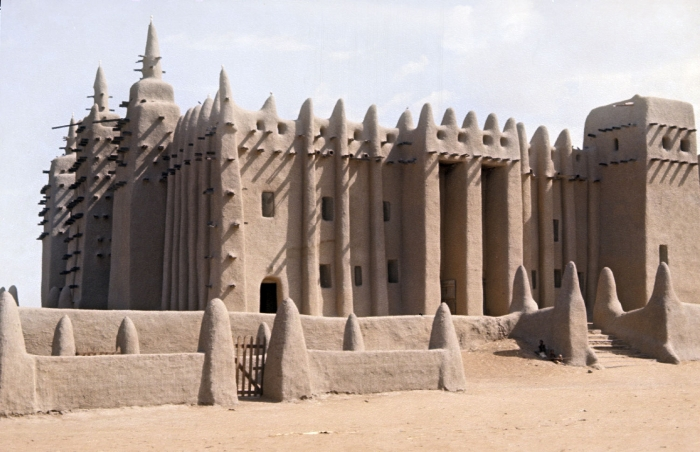
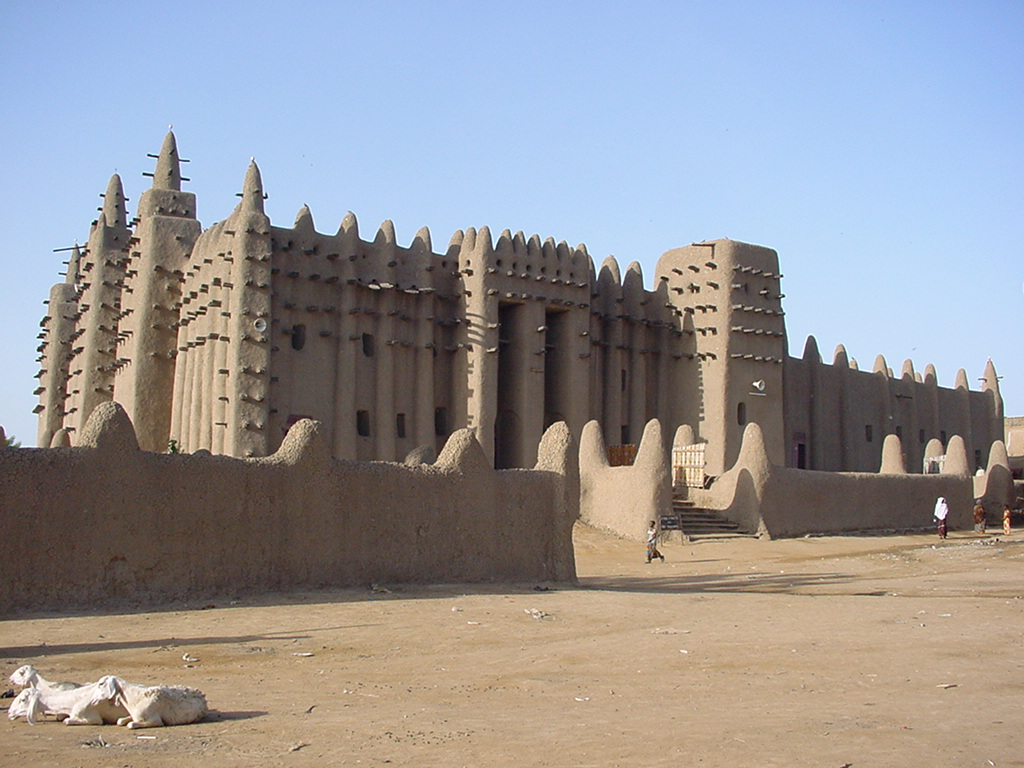
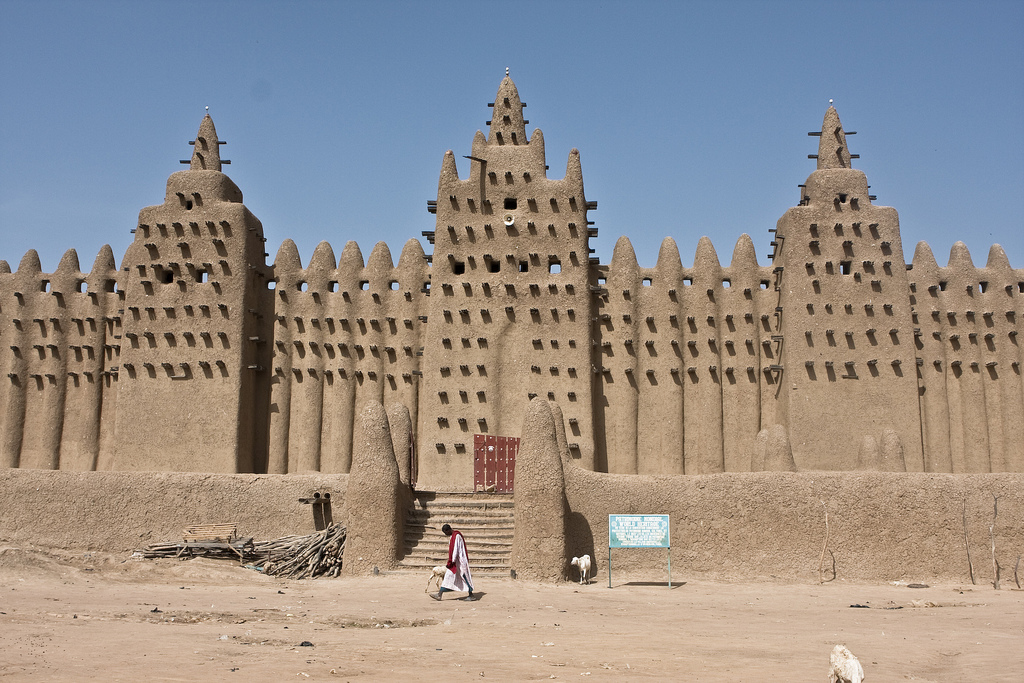
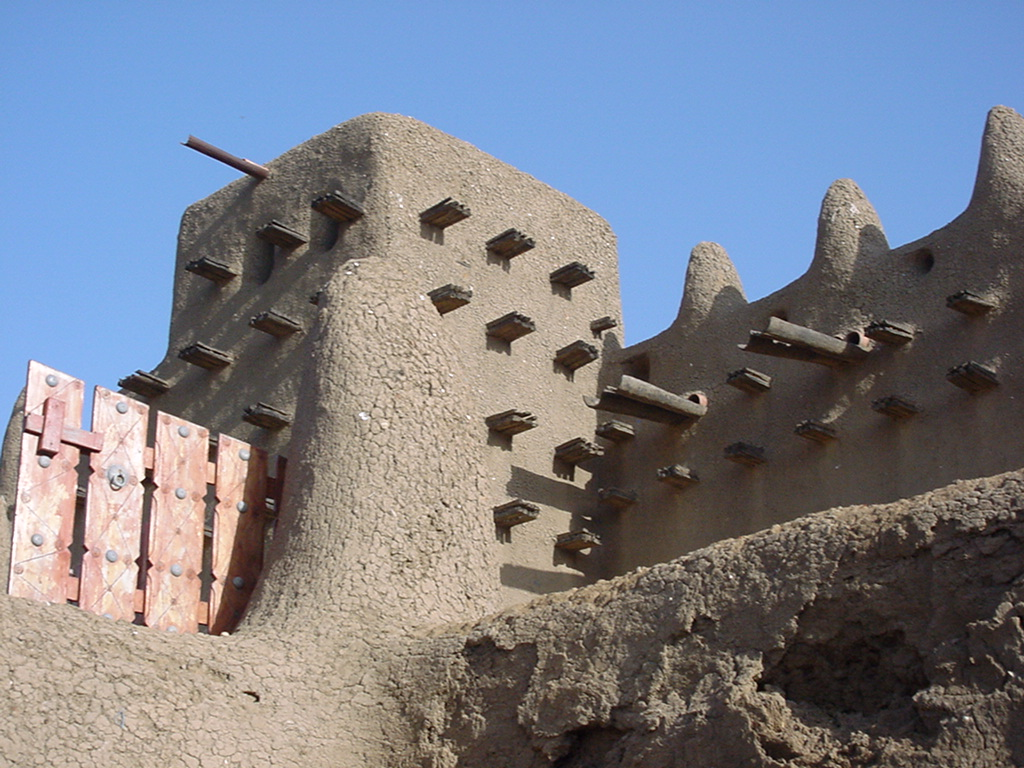